# Kálmáncsa
Kálmáncsa è un comune dell'Ungheria di 705 abitanti situata nella contea di Somogy, nell'Ungheria centro-occidentale.